# Colus hallii
Colus hallii är en snäckart som först beskrevs av Dall 1873.  Colus hallii ingår i släktet Colus och familjen valthornssnäckor. Inga underarter finns listade i Catalogue of Life.